# Kiełpin Poduchowny
Kiełpin Poduchowny – wieś w Polsce położona w województwie mazowieckim, w powiecie warszawskim zachodnim, w gminie Łomianki.
Kiełpin Poduchowny wchodzi w skład sołectwa Kiełpin, nie jest więc odrębnym sołectwem.
1 stycznia 1989 mniejsza część Kiełpina Poduchownego (6,01 ha) weszła w skład nowo utworzonego miasta Łomianki.
W latach 1975–1998 miejscowość administracyjnie należała do województwa warszawskiego.